# Montcavrel
Montcavrel è un comune francese di 396 abitanti situato nel dipartimento del Passo di Calais nella regione dell'Alta Francia.

## Storia

### Simboli
È un'arma parlante poiché il toponimo Montcavrel fa riferimento ai rilievi del luogo e deriva dal nome Mons caprinus, "Monte delle capre". I caprioli sono comparsi tardi nel panorama venatorio locale: prima di essere introdotti, intorno al 1850, nella foresta di Crécy da parte del conte di Hinnisdaël, signore di Regnière-Ecluse, a Ponthieu, da dove si diffusero, erano sconosciuti nel nord della Francia. I martelli sono ripresi dallo stemma dei Mailly, antichi signori del luogo.

## Società

### Evoluzione demografica
Abitanti censiti